# Leszek Lorek
Leszek Lorek (ur. 28 listopada 1922 w Ujkowie Starym, zm. 19 czerwca 1977 w Bielsku-Białej) – reżyser, współzałożyciel Studia Filmów Rysunkowych w Bielsku-Białej. Klasyk i pionier polskiej animacji.
Współautor plastycznych postaci w serialu Bolek i Lolek. Scenarzysta, reżyser i autor opracowań plastycznych m.in. do serii Przygody  Bolka i Lolka, Bolek i Lolek na wakacjach, Zabawy Bolka i Lolka, Przygody Błękitnego Rycerzyka czy Pajacyk i Pikuś. Laureat I nagrody na festiwalu filmowym w Mar del Plata w 1962 roku za film Scyzoryk.

## Filmografia
- 1951
  - O nowe jutro: scenariusz, reżyseria

- 1952
  - Wagary: scenariusz,opracowanie plastyczne

- 1958
  - Pajacyk i Pikuś z serii Pajacyk i Pikuś: opracowanie plastyczne
  - Myszka i kotek: scenariusz
  - Zoo: scenariusz, opracowanie plastyczne

- 1959
  - Pajacyk, piesek i płomień  z serii Pajacyk i Pikuś: scenariusz, opracowanie plastyczne
  - Wyścig: scenariusz
  - Turniej: scenariusz
  - Złośliwa strzelba: opracowanie plastyczne

- 1960
  - Pikusiowe Figielki  z serii Pajacyk i Pikuś: scenariusz, reżyseria, opracowanie plastyczne
  - Pajacyk, Piesek i księżyc  z serii Pajacyk i Pikuś: scenariusz, reżyseria, opracowanie plastyczne
  - Kominiarczyk]: scenariusz, reżyseria

- 1961
  - Wędrówki misia: scenariusz, reżyseria, opracowanie plastyczne
  - Scyzoryk: scenariusz, reżyseria, opracowanie plastyczne

- 1962
  - Plastusiowy Pamiętnik: reżyseria
  - Helikopter: scenariusz
  - Bocian i żabka: reżyseria

- 1963
  - Kusza  z serii Bolek i Lolek: scenariusz, opracowanie plastyczne
  - Yeti  z serii Bolek i Lolek: scenariusz, reżyseria, opracowanie plastyczne
  - Pogromca zwierząt  z serii Bolek i Lolek: scenariusz, reżyseria, opracowanie plastyczne
  - Romantyczna przygoda  z serii Przygody Błękitnego Rycerzyka: scenariusz
  - Plastuś na wsi  z serii Plastusiowy Pamiętnik: scenariusz
  - Dwa jabłuszka: scenariusz, reżyseria

- 1964
  - Kosmonauci  z serii Bolek i Lolek: scenariusz, reżyseria, opracowanie plastyczne
  - Robinson z serii Bolek i Lolek: scenariusz
  - Karawana  z serii Przygody Błękitnego Rycerzyka: scenariusz
  - Czarnoksiężnik  z serii Przygody Błękitnego Rycerzyka: scenariusz
  - Mały kwiatek  z serii Przygody Błękitnego Rycerzyka: scenariusz, reżyseria, opracowanie plastyczne
  - Pierwsza wyprawa  z serii Przygody Błękitnego Rycerzyka: scenariusz
  - Biedronka  z serii Przygody Błękitnego Rycerzyka: scenariusz
  - Wiosenka, Piosenka: scenariusz

- 1965
  - Grzybobranie z serii Bolek i Lolek na wakacjach: scenariusz, reżyseria
  - Piraci rzeczni z serii Przygody Błękitnego Rycerzyka: scenariusz
  - Zasadzka z serii Przygody Błękitnego Rycerzyka: scenariusz
  - Zamek pułapka z serii Przygody Błękitnego Rycerzyka: scenariusz
  - Rękawiczka z serii Przygody Błękitnego Rycerzyka: scenariusz
  - ABC scenariusz

- 1966
  - Deszcz:  scenariusz, reżyseria
  - Dwa plus dwa: scenariusz, reżyseria
  - Wesoła geografia: scenariusz, reżyseria
  - Figlarna nutka: scenariusz, reżyseria

- 1967
  - Robocik: scenariusz

- 1968
  - Trampek:  scenariusz, reżyseria
  - Pan Zegarek: scenariusz, reżyseria

- 1969
  - Dr Zdrówko  z serii Doktor Zdrówko: scenariusz, reżyseria

- 1970
  - Dr Zdrówko i Lew  z serii Doktor Zdrówko: scenariusz, reżyseria
  - Laleczka: scenariusz, reżyseria
  - Witaminowe cuda: scenariusz, reżyseria